# Gare du Montenvers-Mer de Glace
Ne doit pas être confondu avec Gare de Chamonix-Montenvers.
La gare du Montenvers-Mer de Glace est une gare ferroviaire française du chemin de fer du Montenvers, située sur le territoire de la commune de Chamonix-Mont-Blanc, dans le département de la Haute-Savoie en région Auvergne-Rhône-Alpes, terminus amont de le ligne.

## Situation ferroviaire
La gare du Montenvers-Mer de Glace est située au point kilométrique (PK) 5,407 du chemin de fer du Montenvers, à voie métrique. Elle est voisine de la télécabine de la Mer de Glace située immédiatement au sud.
Son altitude est de 1 913 mètres, au Montenvers, point de vue sur la Mer de Glace et des sommets du massif du Mont-Blanc dont les Drus et les Grandes Jorasses.

## Histoire
La gare du Montenvers-Mer de Glace est mise en service le 29 mai 1909 à l'achèvement du chemin de fer du Montenvers.

## Service des voyageurs

### Accueil
Elle dispose d'un bâtiment voyageurs.

### Desserte
Montenvers-Mer de Glace est desservie par des trains du chemin de fer du Montenvers qui assurent des relations jusqu'à la gare de Chamonix-Montenvers.

### Intermodalité
La télécabine de la Mer de Glace est accessible au niveau des terrasses panoramiques au sud.

## Galerie de photos

Vues de la gare
La gare dominant la Mer de Glace en 1933.
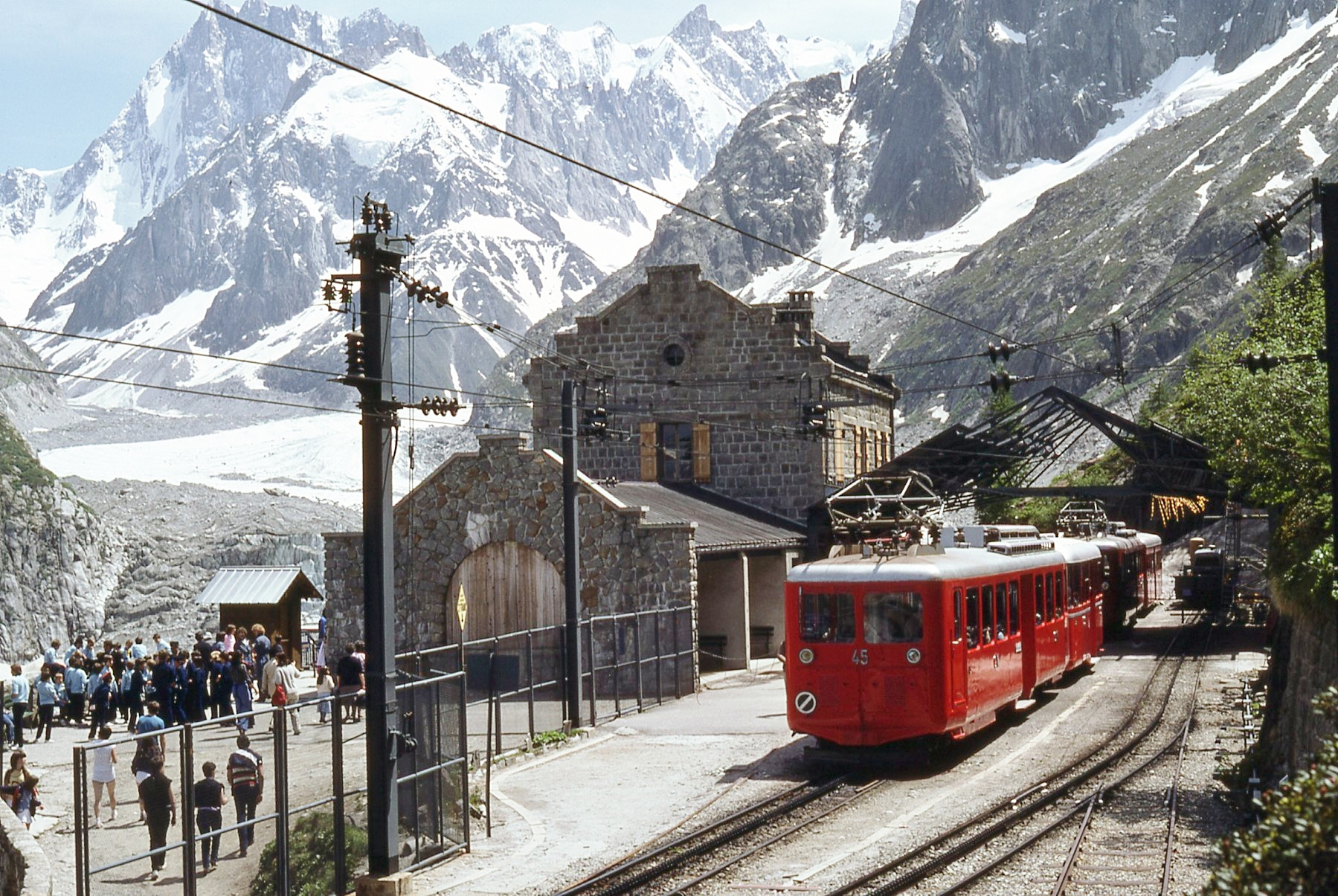
Train en gare en juin 1982.
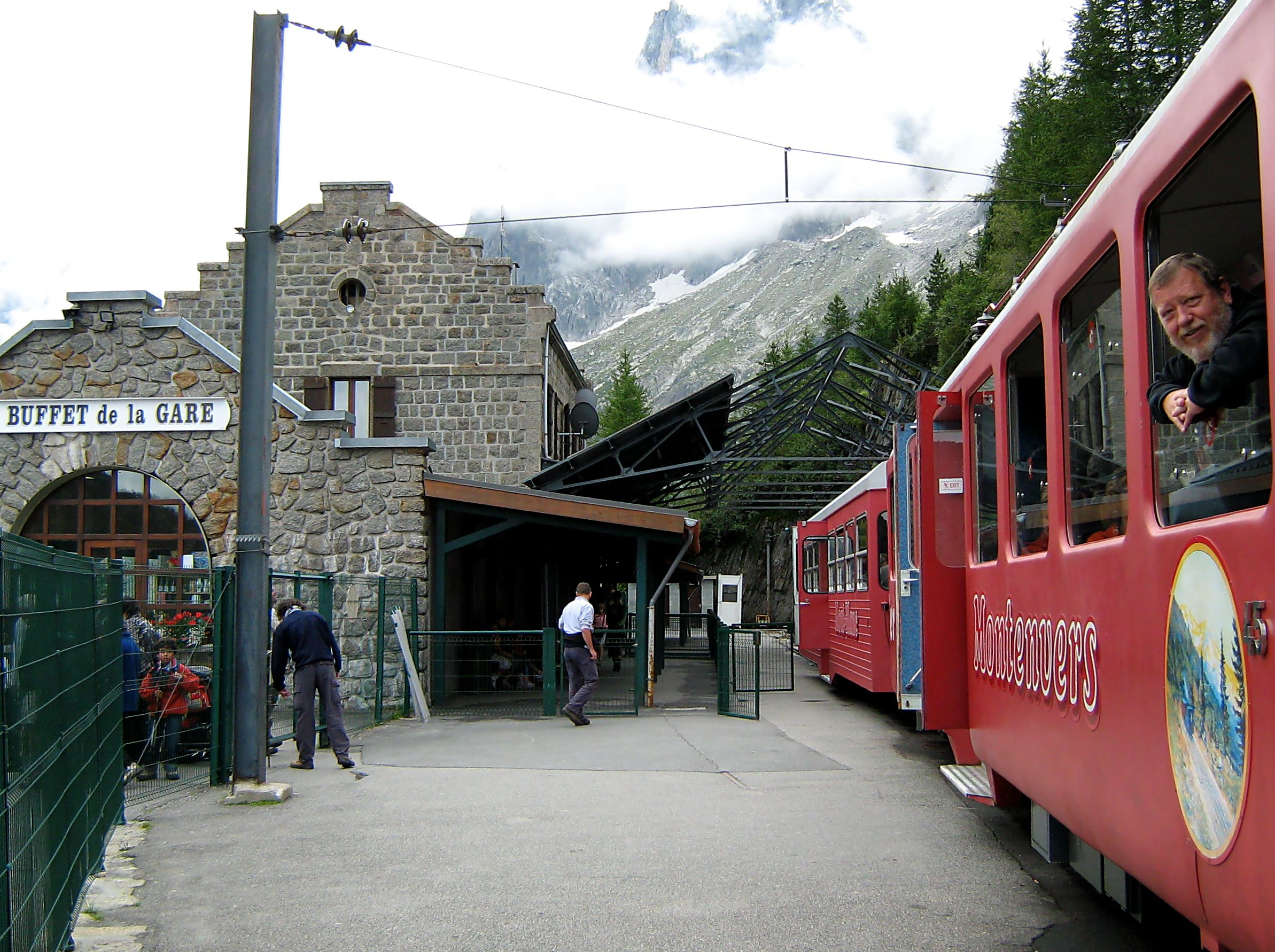
Train en gare en août 2007.
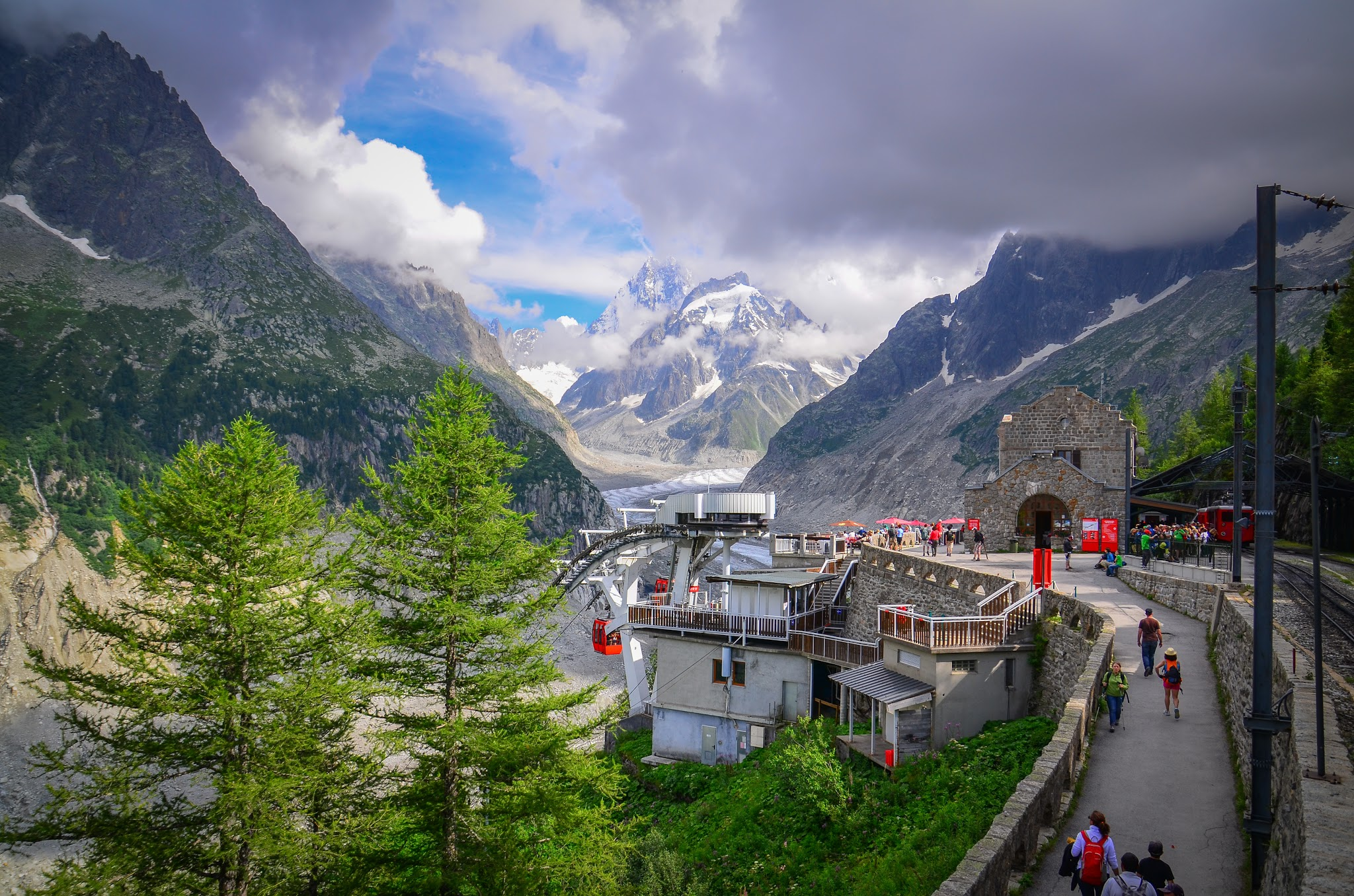
Le site de la gare en août 2014 avec l'ancienne télécabine de la Mer de Glace au centre.